# Línea Culver
La línea Culver es una línea subterránea de la División B del metro de la ciudad de Nueva York, y se extiende desde el centro de Brooklyn al sur de Coney Island, Brooklyn, Ciudad de Nueva York, Estados Unidos. Desde donde empieza en el bloqueo ferroviario al norte de Jay Street–Borough Hall, donde los trenes de la línea Culver pueden acceder a la línea de la Sexta Avenida o la línea de la Octava Avenida, al sur de la Avenida Church en Kensington, la línea está compuesta principalmente, aunque se levanta por el canal Gowanus, el único lugar que sale al exterior del Sistema Independiente de Metro. En Kensington, la línea se levanta en una vía elevada de tres vais construida por Brooklyn Rapid Transit Company como parte de los Contratos Duales. Cuando la rampa fue abierta en 1954, la antigua ruta desde Kensington al noroeste de Sunset Park permaneció como el servicio expreso Culver hasta que fuese clausurada en 1975. La parte final de la línea en Coney Island está en el nivel superior de una estructura elevada, y encima está la línea Brighton.
Las vías locales de la línea Culver son servidas por el servicio F, al igual que el servicio G entre la Calle Bergen y la Calle Smith y Novena Avenida. Las vías expresas no han sido utilizadas desde el 2007.
La parte elevada de la línea Culver, empezó a operar como parte de la división BMT hasta 1954, ahora solo transporta al servicio F, un antiguo servicio de la división IND, y está encadenada[cita requerida] y señalizada como parte de la división IND. Sin embargo, las radio frecuencias de la BMT siguen siendo usadas en esa parte de la línea.[cita requerida]

## Alcance y servicios

### Calle Jay a la Avenida Church

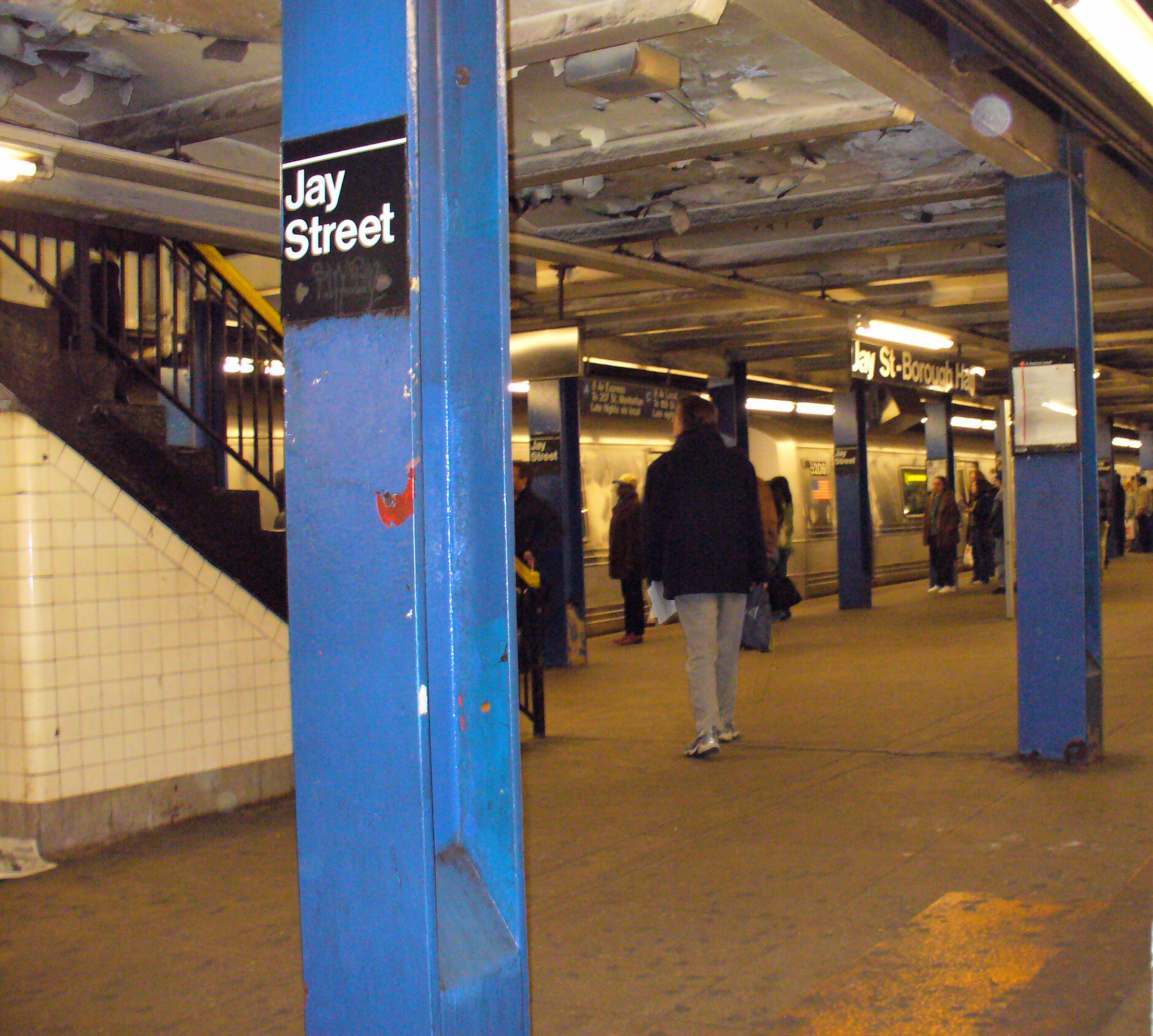
Jay Street–Borough Hall.

La línea Culver es servida por el servicio local F. En la ruta de la Calle Bergen al sur de la Calle Smith y Novena Calle es también servida por el servicio G de Brooklyn–Queens Crosstown. Ambas rutas operan todo el tiempo.
A pesar de que no hay dos vías expresas en el extremo norte de la ruta y una del extremo sur, con estaciones expresas distribuidas a lo largo de la línea, no hay ningún servicio expreso en la línea Culver. La espera para la modernización del servicio expreso fue frustrado por una serie de alarmas de incendios en la Calle Bergen que están en reparaciones. Sin embargo, el problema salió al aire en junio de 2007, cuando una petición sobre el servicio expreso alcanzó las 2,600 firmas y ganó la atención de los medios de comunicación. El MTA ha dicho que el viaducto de la línea Culver pasará por varias reparaciones hasta el 2012, haciendo que las vías vuelvan a funcionar. No obstante, se está buscando una solución de término corto para el problema. 

## Viaducto Culver
El extremo norte de la línea Culver está compuesto principalmente de cuatro vías, y es completamente subterránea excepto en las Calles Smith y Novena y la estación de la 4.ª Avenida, la única sección aérea del sistema original de la división IND. Un gran viaducto de acero y concreto se extiende desde el canal Gowanus. Esta estructura es ahora llamada como el Viaducto Culver o el Viaducto de la línea Culver. La línea que procede del este hacia Park Slope donde las vías locales se divergen a una estación en la decimoquinta calle y Prospect Park West mientras que las vías expresas conlleva a una ruta directa bajo el Parque Prospect. La línea después cambia la ruta de la línea original de superficie a una ruta paralela en la estación de la Avenida Church, la última parada del servicio original de la división IND.
La línea Culver fue originalmente designada como la línea Brooklyn pero también ha sido llamada como la línea de la Calle Smith, la línea de la Avenida Church o la línea South Brooklyn. Las vías expresas bajo el Parque Prospect son llamadas algunas veces como la línea del Parque Prospect.
La rampa de cuatro vías, localizada en la Avenida McDonald entre Cortelyou Road y la Avenida C, conecta una parte de la línea Culver con la antigua línea elevada Culver BMT. A pesar de ser parte de la división IND, la parte elevada de la línea Culver es controlada por los despacho de radio de la división BMT, para que los operadores de trenes cambien entre las radiofrecuencias en los puntos BMT (B-2) y BMT (B-1).

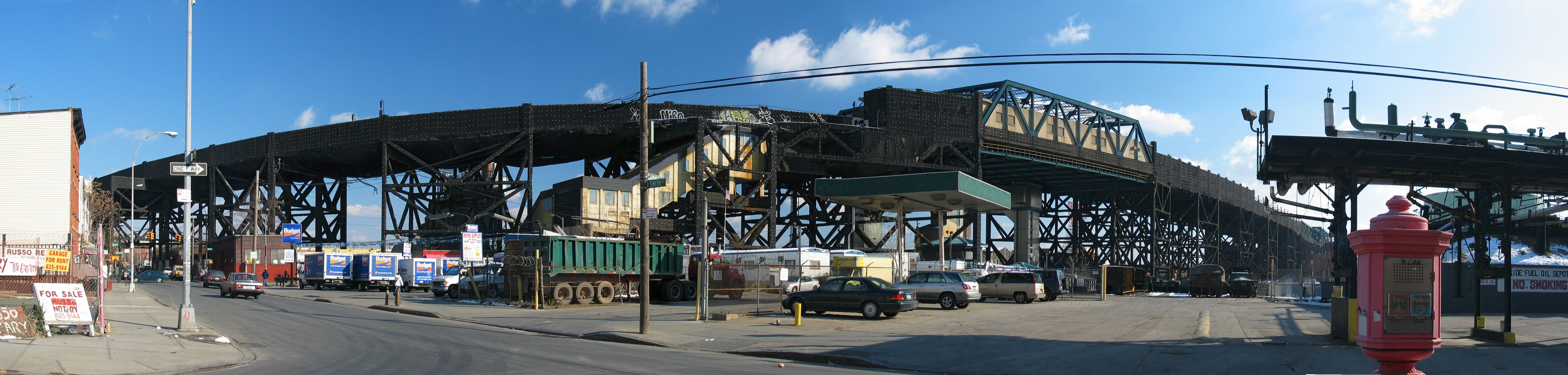
El viaducto Culver.

### Avenida Ditmas a Coney Island
La rampa Culver termina en la Avenida Ditmas, y la línea subterránea del metro se convierte en una línea elevada. Después de la estación de la Avenida X, una rampa sale a la superficie para dar acceso al patio de máquinas Culver del complejo Yardas de la Isla Coney. En ese punto la línea Culver se encoge muy chiquitito y también se convierte en una estructura de dos vías agregándole otra estación – Ave. Neptuno – antes de girar en la Calle 8 Oeste–Acuario de Nueva York de la Isla Coney. Formalmente, la línea siempre termina en una curva y siempre pasa por un nivel superior de una estación de dos niveles, en las vías encadenadas del Metro de Nueva York A1 y A2 de la BMT Línea Brighton. Sin embargo, no hay ninguna conexión en este punto con la línea Brighton, y para propósitos prácticos la Línea Culver continúa en las vías 5 y 6 de la terminal Isla Coney–Ave. Stillwell.
En los años 1990 y 2000, las vías más expresas de esta sección han sido ocasionalmente, especialmente, diariamente y probablemente usadas para pruebas de trenes.

## Historia

### Línea Culver BMT (1875–1954)
La línea original Culver fue abierta por Prospect Park and Coney Island Railroad, a lo largo de la superficie de la Avenida McDonald (después como la Avenida Gravesend ) desde el Cementerio Greenwood (donde es conectada con carrozas jaladas por caballos incluyendo la línea de la Avenida Vanderbilt, operada por PP&CI hasta 1886) hacia Coney Island, el 25 de junio de 1875. El PP&CI empezó a servir en Union Depot en la Calle 36, donde una transferencia puede ser hecha hacia la Quinta Avenida Elevada, el 7 de junio de 1890, al usar el ferrocarril de Prospect Park y South Brooklyn desde una interconexión en Parkville. Durante el periodo de control del ferrocarril de Long Island, desed 1893 hasta 1899, una rampa en la Calle 36 fue abierta en 1895, permitiendo que los trenes del ferrocarril elevado de Brooklyn operaran sobre la línea Culver hacia Coney Island. La Brooklyn Rapid Transit Company (BRT), para ese entonces, el propietario del ferrocarril elevado de Brooklyn, arrendó la línea Culver (hacia Brooklyn Heights Railroad) el 18 de junio de 1899, y empezó a usarla no solo para tomar los trenes del ferrocarril elevado si no que también a los trolebuses a Coney Island.
Como parte de los Contratos 4 de los contratos Dual, entre la ciudad y el BRT, un ferrocarril elevado de tres vías fue construido encima de la línea Culver desde la Quinta Avenida Elevada Suroeste y al Sur hacia Coney Island. En la Novena Avenida, el reemplazo del ferrocarril elevado por la línea Culver y la línea West End, con acceso desde ambas líneas hacia la Quinta Avenida Elevada y la linEa de la Cuarta Avenida hacia el noroeste. A las 3:00 a. m. del 16 de marzo de 1919, la primera sección de la estructura elevada abrió desde la Novena Avenida Suroeste y al sur hacia la Autopista Kings. Excepto por la omisión de una estación en la Decimoquinta Avenida, todas las ubicaciones de las estaciones desde la línea de superficie fueron preservadas como estaciones elevadas. La línea Culver operaba como un ramal de la Quinta Avenida Elevada, con una transferencia gratis en la Novena Avenida hacia la línea West End dentro de la línea de la Cuarta Avenida. Una extensión hacia la Avenida X fue abierta al mediodía el 10 de mayo de 1919. La línea, la última de las cuatro que va hacia Coney Island, fue completada el 1 de mayo de 1920, en la que para ese tiempo la Brooklyn Rapid Transit Company fue forzada a disminuir el precio de pasaje de diez a cinco centavos. Esta construcción quedó entrelazada con el nivel inferior existente de la línea Brighton al este de West Eighth Street–New York Aquarium. Algunos trenes de la línea Culver (5) empezaron a usar la línea de la Cuarta Avenida hacia Nassau Street Loop en el Bajo Manhattan cuando la línea abrió el 30 de mayo de 1931; la Quinta Avenida Elevada fue cerrada el 31 de mayo de 1940. los trolebuses continuaron usando las vías de superficie en la Avenida McDonald hasta 1956.

### Línea IND Brooklyn (1933–1954)

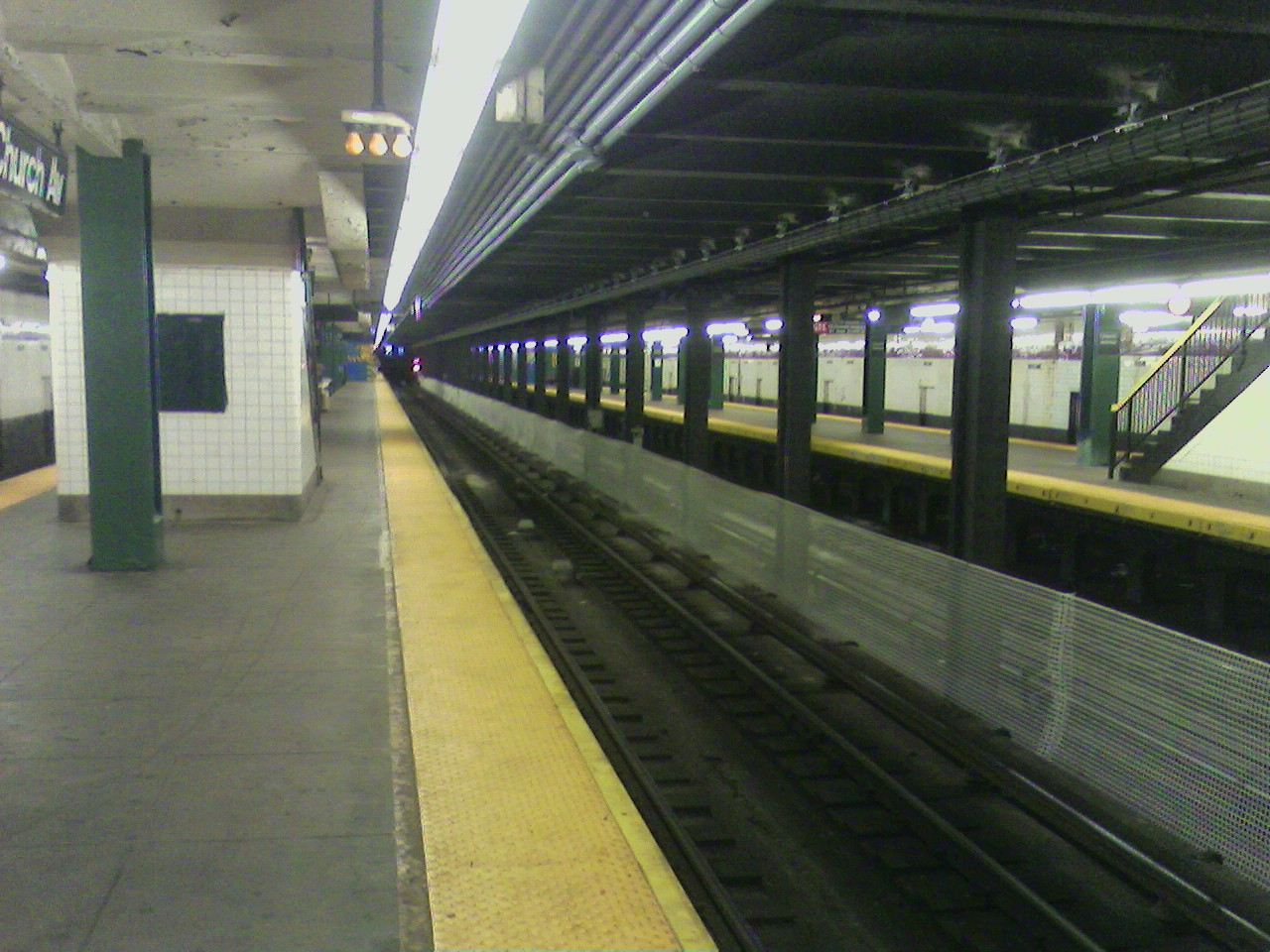
Avenida Church.

Una de las metas importantes del alcalde John Hylan para el Sistema Independiente del Metro (IND) fue una línea hacia Coney Island, conectándola por una recaptura de la línea Culver BMT. Para conectar esta línea con la línea de la Octava Avenida - el punto principal de la IND - una línea de metro, varias conocidas como la línea Jay–Smith–Ninth Street, línea Church Avenue, línea Brooklyn, o la línea South Brooklyn, operarían desde el Sur de Brooklyn Borough Hall bajo la Calle Jay, Calle Smith, Novena Calle entre otras calles hacia la Avenida Church, donde una rampa conllevaría hacia la línea elevada Culver. La primera sección corta de la línea abrió el 20 de marzo de 1933, tomando los trenes del servicio A en las vías expresas de la Octava Avenida al sur de la Calle Bergen. El resto de la línea abrió una terminal "temporalmente" en la Avenida Church el 7 de octubre de 1933. Un puente sobre el canal Gowanus reemplazó al antiguo plan de construir un túnel, debido al costo que tenía, lo que provocó que fuese la única sección elevada de la división original de la IND.

### Línea IND Culver (1954–presente)

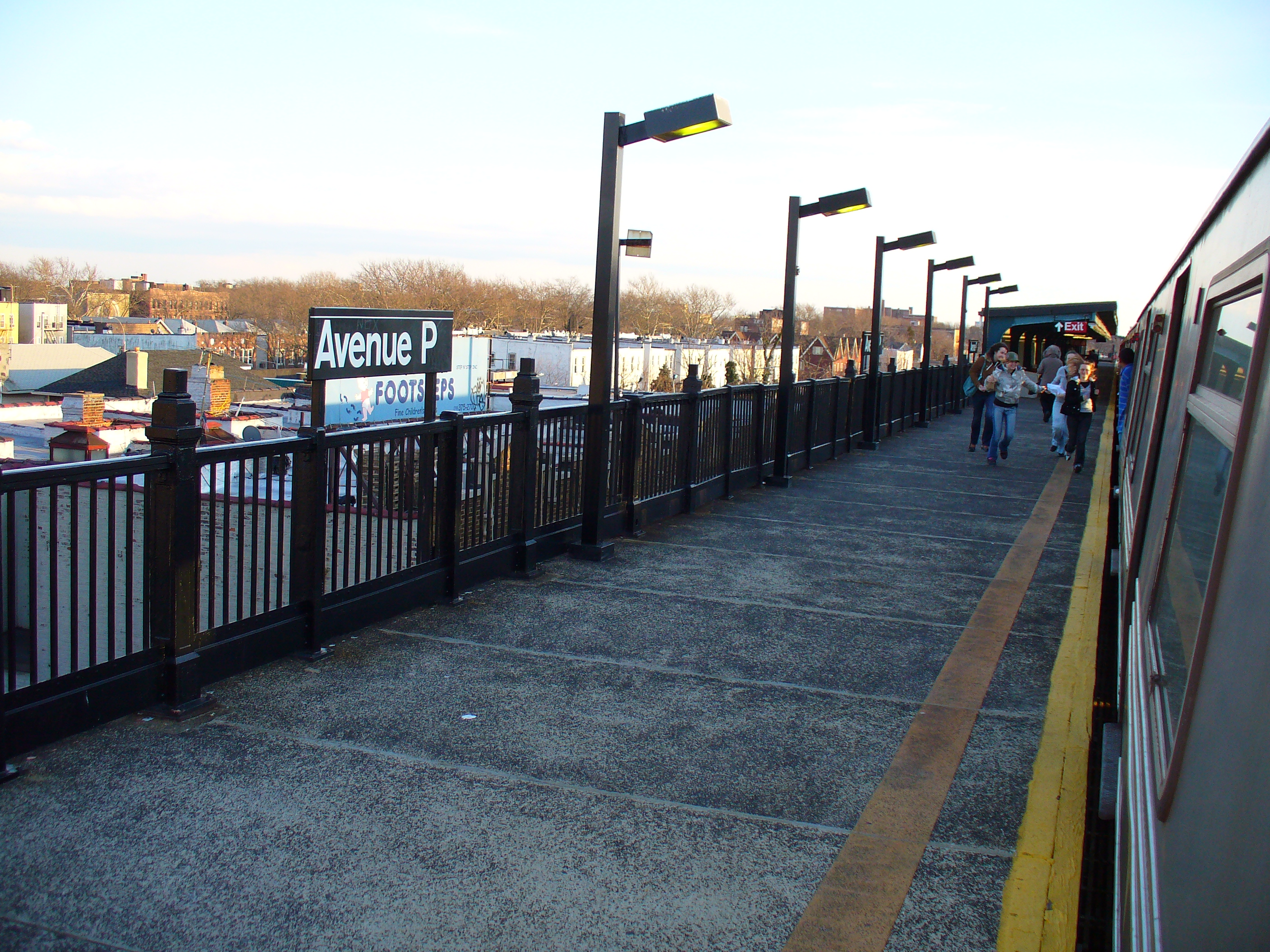
Avenida P.

La ciudad adquirió la parte de la división BMT como parte de la 1940 unificación de los tres sistemas en uno. La construcción de la conexión con la línea Culver empezó en 1941, pero fue atrasada por la Segunda Guerra Mundial. Fue finalmente completada e inaugurada el sábado, 30 de octubre de 1954, y la línea IND Culver fue extendida hacia Coney Island. El servicio expreso D Bronx Concourse empezó a operar en la nueva conexión, como el primer servicio IND en llegar a Coney Island. Los trenes de la línea BMT Culver Line (5) fueron truncados en la Avenida Ditmas, el extremo sur de la conexión, operando durante el día sobre Manhattan (Nassau Street Loop), y terminando en la Novena Avenida. Este servicio expreso empezó a operar durante todo el tiempo el 28 de mayo de 1959, y fue clausurado el 10 de mayo de 1975, reemplazado por una transferencia de la ruta de autobús B35. La sección elevada ha sido re-encadenada como parte de la división B2, pero aun sigue usando la radio frecuencia de la división B1.

## Lista de estaciones
| Leyenda de la estación de servicio | Leyenda de la estación de servicio                       |
| ---------------------------------- | -------------------------------------------------------- |
| Hace paradas todo el tiempo        | Paradas todo el tiempo                                   |
| Hace paradas todo el tiempo        | Paradas todo el tiempo excepto a altas horas de la noche |
| Hace paradas sólo en la noche      | Paradas sólo en la noche                                 |
| Hace paradas sólo en horas pico    | Paradas sólo en horas pico                               |
| Detalles del periodo de tiempo     |                                                          |

| Barrio (aproximado)                                               | Acceso para discapacitados                                        | Estación                                                          | Vías                                                              | Servicios                                                         | Apertura                                                          | Transferencias y notas                                            |
| empieza como la continuación de la línea de la Sexta Avenida (F ) | empieza como la continuación de la línea de la Sexta Avenida (F ) | empieza como la continuación de la línea de la Sexta Avenida (F ) | empieza como la continuación de la línea de la Sexta Avenida (F ) | empieza como la continuación de la línea de la Sexta Avenida (F ) | empieza como la continuación de la línea de la Sexta Avenida (F ) | empieza como la continuación de la línea de la Sexta Avenida (F ) |
| ----------------------------------------------------------------- | ----------------------------------------------------------------- | ----------------------------------------------------------------- | ----------------------------------------------------------------- | ----------------------------------------------------------------- | ----------------------------------------------------------------- | ----------------------------------------------------------------- |
| Brooklyn Heights                                                  |                                                                   | Calle Jay–Borough Hall                                            | ambas                                                             | F                                                                 | 1 de febrero de 1933                                              | línea de la Calle Fulton (A C )                                   |
| se une con la línea Crosstown (G )                                |                                                                   |                                                                   |                                                                   |                                                                   |                                                                   |                                                                   |
| Cobble Hill                                                       |                                                                   | Calle Bergen                                                      | ambas                                                             | F G                                                               | 20 de marzo de 1933                                               |                                                                   |
| Carroll Gardens                                                   |                                                                   | Calle Carroll                                                     | local                                                             | F G                                                               | 7 de octubre de 1933                                              |                                                                   |
| Gowanus                                                           |                                                                   | Calles Smith y Novena                                             | local                                                             | F G                                                               | 7 de octubre de 1933                                              | terminal sur del servicio G                                       |
| Gowanus                                                           |                                                                   | Cuarta Avenida                                                    | local                                                             | F                                                                 | 7 de octubre de 1933                                              | línea de la Cuarta Avenida (NYCS Fourth local) en la Novena Calle |
| Park Slope                                                        |                                                                   | Séptima Avenida                                                   | ambas                                                             | F                                                                 | 7 de octubre de 1933                                              |                                                                   |
| Windsor Terrace                                                   |                                                                   | Calle 15–Prospect Park                                            | local                                                             | F                                                                 | 7 de octubre de 1933                                              |                                                                   |
| Windsor Terrace                                                   |                                                                   | Fort Hamilton Parkway                                             | local                                                             | F                                                                 | 7 de octubre de 1933                                              |                                                                   |
| Kensington                                                        | Acceso para discapacitados                                        | Avenida Church                                                    | ambas                                                             | F                                                                 | 7 de octubre de 1933                                              |                                                                   |
| Kensington                                                        |                                                                   | Avenida Ditmas                                                    | local                                                             | F                                                                 | 16 de marzo de 1919                                               |                                                                   |
| Borough Park                                                      |                                                                   | Decimoctava Avenida                                               | ambas                                                             | F                                                                 | 16 de marzo de 1919                                               |                                                                   |
|                                                                   |                                                                   | Avenida I                                                         | local                                                             | F                                                                 | 16 de marzo de 1919                                               |                                                                   |
|                                                                   |                                                                   | Bay Parkway                                                       | local                                                             | F                                                                 | 16 de marzo de 1919                                               |                                                                   |
|                                                                   |                                                                   | Avenida N                                                         | local                                                             | F                                                                 | 16 de marzo de 1919                                               |                                                                   |
|                                                                   |                                                                   | Avenida P                                                         | local                                                             | F                                                                 | 16 de marzo de 1919                                               |                                                                   |
|                                                                   |                                                                   | Autopista Kings                                                   | ambas                                                             | F                                                                 | 16 de marzo de 1919                                               |                                                                   |
| Gravesend                                                         |                                                                   | Avenida U                                                         | local                                                             | F                                                                 | 10 de mayo de 1919                                                |                                                                   |
| Gravesend                                                         |                                                                   | Avenida X                                                         | local                                                             | F                                                                 | 10 de mayo de 1919                                                |                                                                   |
| Coney Island                                                      |                                                                   | Avenida Neptune                                                   | ambas                                                             | F                                                                 | 1 de mayo de 1920                                                 |                                                                   |
| Coney Island                                                      |                                                                   | Calle Octava Oeste–New York Aquarium                              | ambas                                                             | F                                                                 | 19 de mayo de 1917                                                | línea Brighton (Q )                                               |
| Coney Island                                                      | Acceso para discapacitados                                        | Coney Island–Avenida Stillwell                                    | ambas                                                             | F                                                                 | 30 de mayo de 1919                                                | línea West End (D ) línea Sea Beach (N ) BMT Brighton Line (Q )   |